# Brizon
Brizon is een gemeente in het Franse departement Haute-Savoie (regio Auvergne-Rhône-Alpes) en telt 383 inwoners (1999). De plaats maakt deel uit van het arrondissement Bonneville.

## Geografie
De oppervlakte van Brizon bedraagt 10,5 km², de bevolkingsdichtheid is 36,5 inwoners per km².
De onderstaande kaart toont de ligging van Brizon met de belangrijkste infrastructuur en aangrenzende gemeenten.

## Demografie
Onderstaande figuur toont het verloop van het inwonertal (bron: INSEE-tellingen).